# John Davis (zapaśnik)
John (James) William Davis (ur. 21 maja 1893) – brytyjski zapaśnik walczący w stylu wolnym. Olimpijczyk z Paryża 1924, gdzie zajął piąte miejsce w wadze półśredniej.

## Letnie Igrzyska Olimpijskie 1924
| Konkurencja      | Rundy eliminacyjne       | Rundy eliminacyjne     | Turniej o brązowy medal | Klas. końcowa |
| Konkurencja      | 1/8                      | 1/4                    | Przeciwnik I            | Miejsce       |
| ---------------- | ------------------------ | ---------------------- | ----------------------- | ------------- |
| 72 kg styl wolny | Fridolf Lundsten (FIN) Z | Guy Lookabough (USA) P | William Johnson (USA) P | 5.            |